# Pierrelongue
Pierrelongue település Franciaországban, Drôme megyében. Lakosainak száma 228 fő (2022. január 1.). Pierrelongue Mollans-sur-Ouvèze, La Penne-sur-l’Ouvèze és Propiac községekkel határos.

## Népesség
A település népességének változása:
| Lakosok száma | 84   | 84   | 104  | 159  | 248  | 229  | 217  | 214  | 220  | 228  |
|               | 1968 | 1982 | 1990 | 2006 | 2013 | 2015 | 2017 | 2019 | 2020 | 2022 |